# Анцавен (Белуно)
Анцавен (итал. Anzaven) је насеље у Италији у округу Белуно, региону Венето.
Према процени из 2011. у насељу је живело 95 становника. Насеље се налази на надморској висини од 343 м.